# Lawrence Donegan Hills
Lawrence Donegan Hills (* 2. Juli 1911; † 20. September 1990) war ein britischer Gartenbauingenieur und Schriftsteller. 1954 gründete er die Henry-Doubleday-Forschungsvereinigung (HDRA; heute Garden Organic) in Bocking bei Braintree (Essex). Als er 1986 in den Ruhestand ging, war die HDRA die weltgrößte Organisation von Biogärtnern und hatte ihren Sitz nach Ryton-on-Dunsmore bei Coventry verlegt.
Seine lange Gärtner-Laufbahn begann er im Alter von sechzehn Jahren und schrieb sein erstes Buch hauptsächlich in Lazaretten der Luftwaffe, bevor er am Tag der Landung der Alliierten in der Normandie ausgemustert wurde. Er war einer der bekanntesten britischen Autoren über ökologischen Gartenbau. Acht Jahre lang war er beim Observer Korrespondent für Gärtnern, dann bei Punch und The Countryman. Er war Mitherausgeber des Ecologist und von Compost Science (USA). Zu seinen zahlreichen Veröffentlichungen gehören Fertility Without Fertilisers, Down to Earth Gardening und Organic Gardening, aber die meiste Bekanntheit brachte ihm das 1971 bei Faber & Faber erschienene Grow Your Own Fruit and Vegetables. Es wurde schnell zu einer Bibel für Gärtner, Selbstversorger und kommerzielle Bio-Gärtner. Seine Autobiografie ist Fighting Like the Flowers (1989).
Bei Recherchen zu seinem Buch Russian Comfrey („Russischer Beinwell“, Futter-Beinwell) entdeckte Hills, dass diese weit verbreitete Pflanze im 19. Jahrhundert von dem Quäker-Kleinbauern Henry Doubleday (1810–1902) eingeführt wurde. Dieser war von den Möglichkeiten der Pflanze so fasziniert, dass er den Rest seines Lebens damit verbrachte, ihre Kultivierung zu propagieren. Hills trug diesen Kampf weiter und benannte schließlich seinen jungen Verein nach Doubleday.
1973 führte seine Besorgnis über eine Rechtsvorschrift der Europäischen Union, die historische Gemüsesorten verbietet und zu einem massiven Verlust der genetischen Artenvielfalt führen würde, zur Gründung der Gemüsesamenbank der HDRA. Beharrliche Lobbyarbeit führte schließlich zur Gründung der weltweit ersten Genbank für Gemüse, in der tiefgefrorenes Saatgut dauerhaft gelagert wird.
Hills litt an Zöliakie, die ihn an den Rollstuhl fesselte, bis ihn Hilda Cherry Hills (1964–1989), eine Autorenkollegin, bekannte Ernährungswissenschaftlerin und seine spätere Frau, an weizenfreie Ernährung heranführte. Sie hatten keine Kinder. Er sagte einmal: „Die ständig wachsende Mitgliederzahl der Henry-Doubleday-Forschungsvereinigung ist für jeden Familie genug.“
Hills trat in vielen Ländern in Fernsehen und Radio auf und hielt Vorträge. Die HDRA moderierte 1987 die Fernsehserie All Muck and Magic über ökologisches Gärtnern, die mit 3,5 Millionen Zuschauern pro Woche zu den fünf beliebtesten Sendungen von Channel 4 gehörte.